# Lucius Fabius Iustus
Lucius Fabius Iustus was een Romeinse senator in de 1e en 2e eeuw na Christus, consul suffectus in 102 n.Chr., legatus Augusti pro praetore van - opeenvolgend - de belangrijke keizerlijke provinciae Moesia Inferior en Syria tussen 105 en 112 n.Chr. onder Traianus. Hij was daarnaast bevriend met de Romeinse senatoren en schrijver Plinius de Jongere en Publius Cornelius Tacitus.

## Biografie
Lucius Fabius Iustus was waarschijnlijk een homo novus uit Hispania, die tot de Senaat toetrad onder Domitianus.

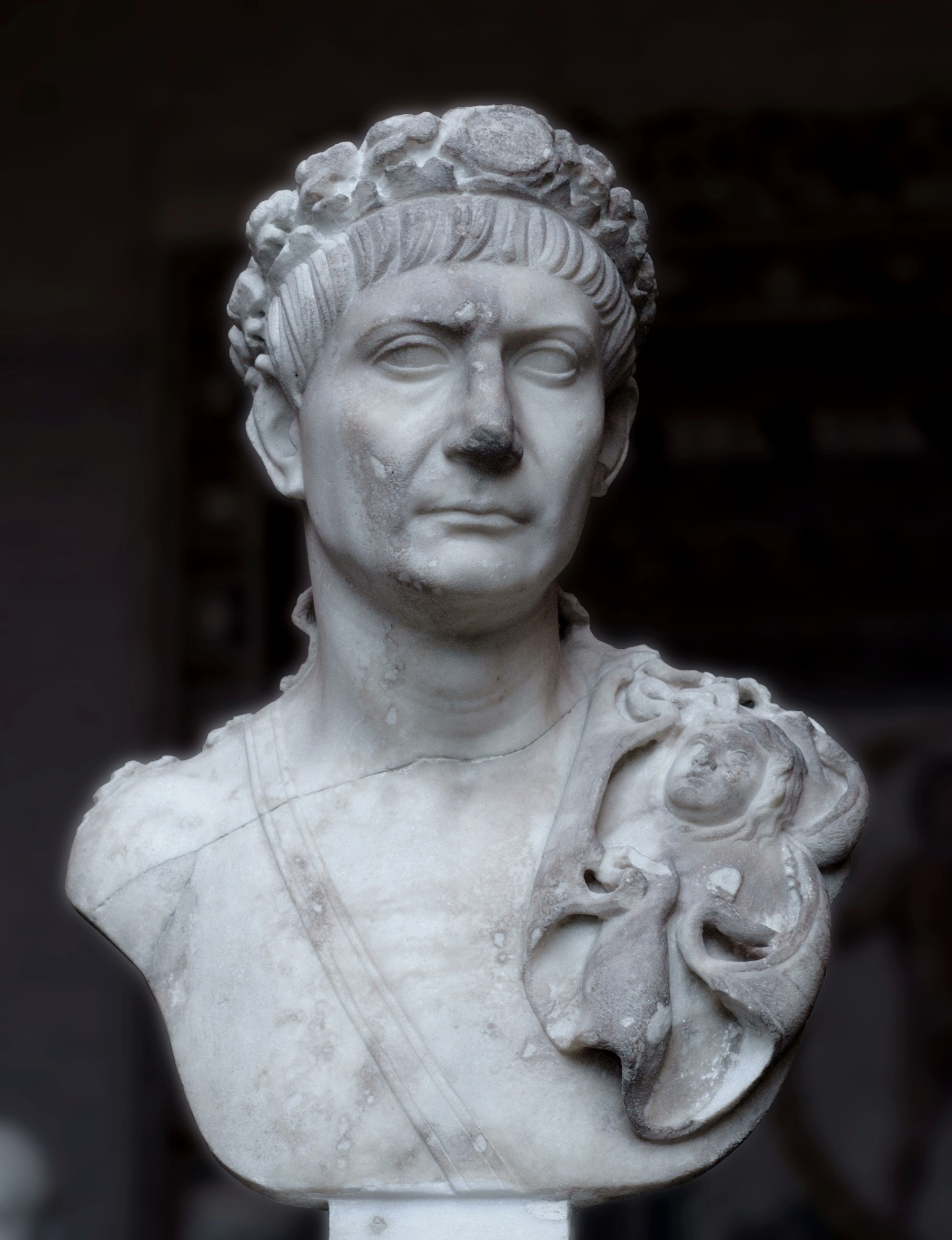
Keizer Trajanus (98-117).

Hij was praetor onder Nerva, tussen 96 en 98. Onder Trajanus werd hij in 102 als consul suffectus aangesteld naast Lucius Iulius Ursus Servianus, ter vervanging van Lucius Licinius Sura.
Aan de vooravond van de Tweede Dacische Oorlog (106) werd Lucius tot legatus Augusti pro praetore van de provincia Moesia Inferior benoemd, waar hij Aulus Caecilius Faustinus verving. Want de Daciërs waren in 105 onder leiding van Decebalus Moesia binnenvallen, waarop Trajanus besloot versterkingen te sturen en zelf ook voorbereidingen treft voor een vertrek naar Moesia.
In 108/109 vervangt hij Aulus Cornelius Palma - die in 109 zijn tweede consulaat zou mogen beleven - als legatus Augusti pro praetore van de provincia Syria. Hij beëindigde zijn mandaat waarschijnlijk in 111/112.
Lucius had ook door zijn vriendschap met onder andere Plinius de Jongere belangrijke connecties, zoals ook blijkt uit een brief van deze laatste waarin hij vermeld dat de delator (iemand die mensen van hoogverraad beschuldigde en hiermee zijn kost verdiende) Marcus Aquilius Regulus bij Lucius Fabius Iustus en Lucius Caecilius Celer kwam smeken om voor hem een goed woordje te doen bij Plinius. Lucius bleek evenwel niet zo'n productief brievenschrijver te zijn als zijn vriend Plinius, die zich in een briefje aan hem beklaagde dat hij al zo lang niets meer van hem had vernomen. En ook later (107) beklaagt Plinius zich dat Lucius hem naar zijn werken vraagt, terwijl hijzelf altijd zegt het te druk te hebben.
Hij was tevens bevriend met Publius Cornelius Tacitus, die aan hem, Plinius de Jongere, Quintilianus en Suetonius, zijn werk dialogus de oratoribus (dat hij waarschijnlijk in 102 n.Chr. opstelde) opdroeg.

## Primaire bronnen
- Tacitus, Dialogus de oratoribus I 1.
- Plinius minor, Epistulae I 5.8, 11, VII 2.
- AE 1940, 210, 1981, 746.
- CIL VI 2191, 10244 (Rome), XIV 4537.
- ChLA III 219 = Fink, Roman Military Records 63 = Cavenaile, Corpus papyrorum Latinarum (CPL) 112 (= British Library Pap. 2851).
- A. Bounni, Une nouvelle borne milliaire de Trajan dans la Palmyrène, in Les Annales archéologiques de Syrie 10 (1960), pp. 159-164.